# Flörkendorfer Mühlenteich
Der Flörkendorfer Mühlenteich ist ein Teich in der Gemeinde Ahrensbök (bei Flörkendorf) im Kreis Ostholstein in Schleswig-Holstein. Der Teich ist unregelmäßig geformt (mit einer ovalen Wasserfläche), hat eine Größe von circa 2,3 Hektar bei einer Länge von circa 100 Metern und einer Breite von circa 200 Metern.
In den Flörkendorfer Mühlenteich fließt das Wasser des nordwestlich gelegenen, größeren Flörkendorfer Teiches – beide stauen die Flörkendorfer Mühlenau – und er entwässert bei Flörkendorf, wo sich die Mühle befand, ostwärts in Richtung Schwartau. Er wurde als Mühlen- und Fischteich angelegt.

## Sonstiges
Häufig wird der wesentlich größere Flörkendorfer Teich fälschlicherweise als Flörkendorfer Mühlenteich bezeichnet – da letzterer häufig aufgrund seiner geringen Größe und versteckten Lage nicht wahrgenommen wird.